# Theodoxus numidicus
Theodoxus numidicus е вид коремоного от семейство Neritidae. Видът е световно застрашен, със статут Уязвим.

## Разпространение
Разпространен е в Алжир и Мароко.